# Gran Premio di Gran Bretagna 1952
Il Gran Premio di Gran Bretagna 1952 è stata la quinta prova della stagione 1952 del campionato mondiale di Formula 1. La gara si è tenuta sabato 19 luglio sul circuito di Silverstone ed è stata vinta dall'italiano Alberto Ascari su Ferrari, al quinto successo in carriera; Ascari ha preceduto all'arrivo uno dei suoi compagni di squadra, il connazionale Piero Taruffi, e il britannico Mike Hawthorn su Cooper-Bristol, al primo podio in carriera.

## Vigilia

### Aspetti tecnici
Il circuito di Silverstone ha subito nel 1952 alcune modifiche che hanno comportato principalmente lo spostamento del paddock, della pit lane e della griglia di partenza dal Farm Straight al rettilineo tra le curve Woodcote e Copse.

### Aspetti sportivi
Il Gran Premio rappresenta il quinto appuntamento stagionale a distanza di due settimane dalla disputa del Gran Premio di Francia, quarta gara del campionato. La tappa britannica si corre dopo il Gran Premio des Sables d'Olonne, una gara extra calendario di Formula 2 corsa domenica 13 luglio a Les Sables-d'Olonne.
Tra le squadre ufficiali al Gran Premio si presentarono la Scuderia Ferrari, con i tre soliti piloti, Alberto Ascari, Nino Farina e Piero Taruffi a bordo della Ferrari 500, la debuttante Connaught Engineering, con quattro Connaught A guidate da Eric Thompson, Eric Thompson, Kenneth McAlpine e Dennis Poore, la HW Motors, con Duncan Hamilton, Lance Macklin e Peter Collins, l'Equipe Gordini, con tre Gordini T16 guidate da Robert Manzon, Prince Bira e Maurice Trintignant — il quale deve sostituire il titolare Jean Behra, infortunatosi nella gara a Les Sables-d'Olonne —, la English Racing Automobiles, con Stirling Moss al volante di una ERA G, e la WS Aston, con Bill Aston alla guida di una Aston NB41.
Tra le squadre private hanno partecipato la Écurie Belge, con Johnny Claes al volante di una Simca-Gordini T15, la debuttante Ecurie Ecosse, con il fondatore della squadra David Murray su una Cooper T20, la Écurie Espadon, con una Ferrari 500 e una 212 guidate rispettivamente da Rudi Fischer e Peter Hirt, la Ecurie Richmond, con due T20 guidate da Eric Brandon e Alan Brown, la Escuderia Bandeirantes, con due Maserati A6GCM guidate da Gino Bianco ed Eitel Cantoni, e la Scuderia Enrico Platé, con due le usuali Maserati 4CLT-48 motorizzate Platé e guidate da Toulo de Graffenried ed Harry Schell.
Tra i piloti privati erano presenti i fratellastri Graham e Peter Whitehead rispettivamente su una Alta F2 e una Ferrari 125, Reg Parnell alla guida di una Cooper T20, Roy Salvadori su una 500, Mike Hawthorn su un'altra T20, Tony Gaze su HWM e Tony Crook su una Frazer Nash 421.

## Qualifiche

### Risultati
Nella sessione di qualifica si è avuta questa situazione:
| Pos | Nº | Pilota               | Costruttore           | Tempo       | Griglia |
| --- | -- | -------------------- | --------------------- | ----------- | ------- |
| 1   | 16 | Nino Farina          | Ferrari               | 1'50"       | 1       |
| 2   | 15 | Alberto Ascari       | Ferrari               | 1'50"       | 2       |
| 3   | 17 | Piero Taruffi        | Ferrari               | 1'53"       | 3       |
| 4   | 24 | Robert Manzon        | Gordini               | 1'55"       | 4       |
| 5   | 4  | Ken Downing          | Connaught-Lea-Francis | 1'56"       | 5       |
| 6   | 8  | Reg Parnell          | Cooper-Bristol        | 1'56"       | 6       |
| 7   | 9  | Mike Hawthorn        | Cooper-Bristol        | 1'56"       | 7       |
| 8   | 6  | Dennis Poore         | Connaught-Lea-Francis | 1'56"       | 8       |
| 9   | 5  | Eric Thompson        | Connaught-Lea-Francis | 1'57"       | 9       |
| 10  | 26 | Prince Bira          | Gordini               | 1'57"       | 10      |
| 11  | 30 | Duncan Hamilton      | HWM-Alta              | 1'57"       | 11      |
| 12  | 1  | Graham Whitehead     | Alta                  | 1'58"       | 12      |
| 13  | 11 | Alan Brown           | Cooper-Bristol        | 1'58"       | 13      |
| 14  | 29 | Peter Collins        | HWM-Alta              | 1'58"       | 14      |
| 15  | 19 | Rudi Fischer         | Ferrari               | 1'58"       | 15      |
| 16  | 12 | Stirling Moss        | ERA-Bristol           | 1'59"       | 16      |
| 17  | 3  | Kenneth McAlpine     | Connaught-Lea-Francis | 2'00"       | 17      |
| 18  | 10 | Eric Brandon         | Cooper-Bristol        | 2'00"       | 18      |
| 19  | 14 | Roy Salvadori        | Ferrari               | 2'00"       | 19      |
| 20  | 21 | Peter Whitehead      | Ferrari               | 2'00"       | 20      |
| 21  | 25 | Maurice Trintignant  | Gordini               | 2'00"       | 21      |
| 22  | 7  | David Murray         | Cooper-Bristol        | 2'02"       | 22      |
| 23  | 27 | Johnny Claes         | Simca-Gordini-Gordini | 2'02"       | 23      |
| 24  | 20 | Peter Hirt           | Ferrari               | 2'03"       | 24      |
| 25  | 23 | Tony Crook           | Frazer-Nash-BMW       | 2'03"       | 25      |
| 26  | 28 | Tony Gaze            | HWM-Alta              | 2'05"       | 26      |
| 27  | 35 | Eitel Cantoni        | Maserati              | 2'06"       | 27      |
| 28  | 34 | Gino Bianco          | Maserati              | 2'07"       | 28      |
| 29  | 31 | Lance Macklin        | HWM-Alta              | 2'08"       | 29      |
| 30  | 2  | Bill Aston           | Aston-Butterworth     | 3'28"       | 30      |
| 31  | 32 | Toulo de Graffenried | Maserati-Platé        | senza tempo | 31      |
| 32  | 33 | Harry Schell         | Maserati-Platé        | senza tempo | 32      |

## Gara

### Resoconto
La gara è dominata dalle Ferrari con Alberto Ascari e Nino Farina in testa. Piero Taruffi parte male e deve lottare con una serie di Connaught e Cooper-Bristol. Raggiunge presto la sesta posizione davanti alla Connaught di Dennis Poore e a Mike Hawthorn. Farina ha problemi e deve rientrare spesso ai box per riparare la vettura, arrivando solamente sesto.
Quando Poore si ferma per rifornire Hawthorn passa terzo rimanendoci fino alla bandiera a scacchi. Mentre i britannici festeggiano Hawthorn, Ascari stravince ancora, avendo condotto tutti i giri in testa. Per il costruttore britannico Cooper si tratta del primo podio in Formula 1, mentre per il motorista Bristol è l'unico.
La gara si conclude con la prima doppietta della squadra di Maranello a un Gran Premio di Gran Bretagna, con Ascari primo e Taruffi secondo, e la quarta stagionale. Per la Scuderia Ferrari si tratta inoltre del secondo successo consecutivo a Silverstone, dopo il primo ottenuto dall'argentino José Froilán González nell'edizione 1951.

### Risultati
I risultati del Gran Premio sono i seguenti:
| Pos | Nº | Pilota               | Costruttore           | Giri | Tempo/Ritiro | Griglia | Punti |
| --- | -- | -------------------- | --------------------- | ---- | ------------ | ------- | ----- |
| 1   | 15 | Alberto Ascari       | Ferrari               | 85   | 2h44'11"     | 2       | 9     |
| 2   | 17 | Piero Taruffi        | Ferrari               | 84   | +1 giro      | 3       | 6     |
| 3   | 9  | Mike Hawthorn        | Cooper-Bristol        | 83   | +2 giri      | 7       | 4     |
| 4   | 6  | Dennis Poore         | Connaught-Lea-Francis | 83   | +2 giri      | 8       | 3     |
| 5   | 5  | Eric Thompson        | Connaught-Lea-Francis | 82   | +3 giri      | 9       | 2     |
| 6   | 16 | Nino Farina          | Ferrari               | 82   | +3 giri      | 1       |       |
| 7   | 8  | Reg Parnell          | Cooper-Bristol        | 82   | +3 giri      | 6       |       |
| 8   | 14 | Roy Salvadori        | Ferrari               | 82   | +3 giri      | 19      |       |
| 9   | 4  | Ken Downing          | Connaught-Lea-Francis | 82   | +3 giri      | 5       |       |
| 10  | 21 | Peter Whitehead      | Ferrari               | 81   | +4 giri      | 20      |       |
| 11  | 26 | Prince Bira          | Gordini               | 81   | +4 giri      | 10      |       |
| 12  | 1  | Graham Whitehead     | Alta                  | 80   | +5 giri      | 12      |       |
| 13  | 19 | Rudi Fischer         | Ferrari               | 80   | +5 giri      | 15      |       |
| 14  | 27 | Johnny Claes         | Simca-Gordini-Gordini | 79   | +6 giri      | 23      |       |
| 15  | 31 | Lance Macklin        | HWM-Alta              | 79   | +6 giri      | 29      |       |
| 16  | 3  | Kenneth McAlpine     | Connaught-Lea-Francis | 79   | +6 giri      | 17      |       |
| 17  | 33 | Harry Schell         | Maserati-Platé        | 78   | +7 giri      | 32      |       |
| 18  | 34 | Gino Bianco          | Maserati              | 77   | +8 giri      | 28      |       |
| 19  | 32 | Toulo de Graffenried | Maserati-Platé        | 76   | +9 giri      | 31      |       |
| 20  | 10 | Eric Brandon         | Cooper-Bristol        | 76   | +9 giri      | 18      |       |
| 21  | 23 | Tony Crook           | Frazer-Nash-BMW       | 75   | +10 giri     | 25      |       |
| Rit | 29 | Peter Collins        | HWM-Alta              | 73   | Motore       | 14      |       |
| 22  | 11 | Alan Brown           | Cooper-Bristol        | 69   | +16 giri     | 13      |       |
| Rit | 30 | Duncan Hamilton      | HWM-Alta              | 44   | Motore       | 11      |       |
| Rit | 12 | Stirling Moss        | ERA-Bristol           | 36   | Motore       | 16      |       |
| Rit | 25 | Maurice Trintignant  | Gordini               | 21   | Cambio       | 21      |       |
| Rit | 28 | Tony Gaze            | HWM-Alta              | 19   | Motore       | 26      |       |
| Rit | 7  | David Murray         | Cooper-Bristol        | 14   | Motore       | 22      |       |
| Rit | 24 | Robert Manzon        | Gordini               | 9    | Frizione     | 4       |       |
| Rit | 20 | Peter Hirt           | Ferrari               | 3    | Freni        | 24      |       |
| Rit | 35 | Eitel Cantoni        | Maserati              | 0    | Freni        | 27      |       |
| NP  | 2  | Bill Aston           | Aston-Butterworth     | 0    | Motore       | –       |       |

Alberto Ascari riceve un punto addizionale per aver segnato il giro più veloce della gara.

## Classifica mondiale
| Pos | Pilota              | Punti |
| --- | ------------------- | ----- |
| 1   | Alberto Ascari      | 27    |
| 2   | Piero Taruffi       | 19    |
| 3   | Nino Farina         | 12    |
| 4   | Troy Ruttman        | 8     |
| 5   | Robert Manzon       | 7     |
| =   | Mike Hawthorn       | 7     |
| 7   | Jim Rathmann        | 6     |
| =   | Rudi Fischer        | 6     |
| 9   | Sam Hanks           | 4     |
| =   | Jean Behra          | 4     |
| 11  | Duane Carter        | 3     |
| =   | Ken Wharton         | 3     |
| =   | Dennis Poore        | 3     |
| 14  | Alan Brown          | 2     |
| =   | Maurice Trintignant | 2     |
| =   | Eric Thompson       | 2     |
| =   | Art Cross           | 2     |
| =   | Paul Frère          | 2     |
| 19  | Bill Vukovich       | 1     |